# Giovanni Antonio Ciantar
Pour les articles homonymes, voir Ciantar.
Giovanni Antonio Ciantar, ou le comte Jean Antoine Ciantar en français, est un archéologue et écrivain maltais, historien de Malte, né à La Valette 4 septembre 1696, et mort dans la même ville le 14 novembre 1778.

## Biographie
Sa famille, riche et titrée, en présente à Malte depuis au moins le XVe siècle.
À 15 ans, en octobre 1711, il a fait un voyage pour l'Italie en passant par Majorque, Gênes, Pise, Florence, Sienne, Livourne. Puis il se rend à Rome pour continuer ses études au collège Nazareno où enseigne le père Paolino Chelucci. Il étudie le droit et surtout la littérature. Il va être admis à l' Accademia degli Arcadia (Académie d'Arcadie). Il a revendiqué les titres de . Son caractère lui a permis des rencontres amicales avec des savants. Il revient en Italie en 1721, il retourne à Malte l'année suivante et est nommé jurat par le Grand maître de l'Ordre de Malte. Il n'a plus quitté Malte mais a continué à correspondre  avec les pères L.A. Muratori et A. Mongitore. Il a revendiqué le titre de membre de l'Accademia degli Intronati de Sienne, de la Società Colombaria fiorentina de Florence.
Il est nommé membre de l'Académie royale des inscriptions et belles-lettres en 1745.
Quatre ans plus tard, il est devenu aveugle, mais grâce à sa grande mémoire et sa facilité de rédaction lui ont permis de dicter plusieurs opuscules. C'est à cette époque qu'il a imprimé son édition de Malta illustrata de Giovanni Francesco Abela (1582–1655), continuée et augmentée, dont le premier tome est paru en 1772, et le second en 1780, après sa mort.

## Publications
- Epigrammaton Libri III, Romae, 1722 (lire en ligne)
- De B. Paulo Apostolo in Melitam Siculo-Adriatici Maris Insulam Naufragio Ejecto dissertationes apologeticae in inspectiones anticriticas D. Ignatii Georgii de Melitensi apostoli naufragio, descripto in Act. apostol. cap. 27 et 28, Venetiis, 1738 (lire en ligne)
- De antiqua inscriptione nuper effossa in Melitae Urbe Notabili. Dissertatio, Napoli, 1749
- Vita della madre santissima di Dio Maria sempre vergine : descritta in verso sciolto, 1762
- Critica dei critici moderni, che, dall'anno 1730, fin all'anno 1760, scrissero sulla controversia del naufragio di S. Paolo, apostolo, Venezia, 1763